# الدين في حضارة وادي السند
حظي نظام الدين والمعتقد في حضارة وادي السند باهتمام كبير، مع اهتمام العديد من الكتاب بتحديد بدايات الممارسات الدينية والآلهة للديانات الهندية اللاحقة. ومع ذلك، نظرًا لتباين الأدلة، التي تُعتبر عُرضة لتفسيرات متباينة، وحقيقة أن الكتابة السندية ما تزال غير مفهومة، فإن الاستنتاجات في أفضل الأحوال لا تعدو كونها تكهنات والعديد منها يعتمد إلى حد كبير على وجهة نظر رجعية من منظور هندوسي لاحق.
كان العمل المبكر والمؤثر في المنطقة الذي حدد الاتجاه للتفسيرات الهندوسية للأدلة الأثرية من مواقع هارابان هو عمل جون مارشال، الذي حدد عام 1931 ما يلي على أنه سمات بارزة لديانة السند: إله ذكر عظيم وإلهة أم؛ تأليه أو تبجيل الحيوانات والنباتات؛ تمثيل رمزي للقضيب (لينجا) والفرج (يوني)؛ واستخدام الحمامات والمياه في الممارسات الدينية. نوقشت تفسيرات مارشال كثيرًا، وفي بعض الأحيان أصبحت محل نزاع على مدار العقود التالية. وجد جيفري سامويل، الذي كتب في عام 2008، أن جميع المحاولات لتقديم تأكيدات إيجابية حول ديانات حضارة وادي السند هي تخمينية وعرضة بشدة للتحيزات الشخصية؛ في نهاية المطاف، لم يعرف العلماء شيئًا عن ديانات وادي السند.
على عكس الحضارات المصرية المعاصرة وبلاد ما بين النهرين، يفتقر وادي السند إلى أي قصور ضخمة، على الرغم من أن المدن التي نُقِّب عنها تشير إلى أن المجتمع يمتلك المعرفة الهندسية المطلوبة. يشير هذا إلى أن الاحتفالات الدينية، إن وجدت، قد تكون محصورة إلى حد كبير في المنازل الفردية أو المعابد الصغيرة أو الهواء الطلق. اقترح مارشال والعديد من العلماء الآخرين العديد من المواقع على أنها ربما تكون مكرسة للأغراض الدينية، ولكن في الوقت الحالي يُعتقد على نطاق واسع أن الحمام العظيم في موهينجو دارو فقط قد استُخدم كمكان لتنفيذ الطقوس. تتميز الممارسات الجنائزية في حضارة هارابان بالدفن الجزئي (حيث يتحول الجسد إلى بقايا هيكلية من خلال التعرض للعناصر قبل الدفن النهائي)، وحتى حرق الجثث.
يواصل العلماء المعاصرون (وأهمهم آسكو باربولا) التحقيق في أدوار حضارة وادي السند في تشكيل الهندوسية. ما يزال البعض الآخر متناقضًا حول هذه النتائج. عند مراجعة كتاب من تأليف باربولا في عام 2017، كتب ويندي دونيغر: «لقد دعمت فرضية وجود شكل من أشكال الاستمرارية بين حضارة وادي السند والهندوسية اللاحقة. أنا الآن مقتنع أكثر من أي وقت مضى بأن ثقافة حضارة وادي السند نجت من تدمير مدنها وأن الصور الهندوسية اللاحقة، بعد دخولها في الهندوسية بعد الفترة الفيدية، قد تكون مستمدة من حضارة وادي السند. لكنني ما زلت متشككًا في إعادة بناء باربولا لدين حضارة وادي السند».

## خلفية
كانت حضارة وادي السند حضارة من العصر البرونزي في المناطق الشمالية الغربية من جنوب آسيا، واستمرت من 3300 قبل الميلاد إلى 1300 قبل الميلاد، وفي شكلها الناضج من 2600 قبل الميلاد إلى 1900 قبل الميلاد. جنبًا إلى جنب مع مصر القديمة وبلاد ما بين النهرين، كانت إحدى ثلاث حضارات مبكرة في الشرق الأدنى وجنوب آسيا، ومن بين المواقع الثلاثة الأكثر انتشارًا، والتي تمتد على مساحة تمتد من شمال شرق أفغانستان اليوم، عبر الكثير مما يعرف الآن بباكستان، وفي غرب وشمال غرب الهند. ازدهرت في أحواض نهر السند، الذي يتدفق عبر الهند وباكستان على طول نظام من الأنهار المعمرة، التي تغذيها الرياح الموسمية في الغالب.
في هذه الحضارات الأخرى، كانت المعابد الكبيرة عنصرًا رئيسيًا في المدن، وكثرت الصور الدينية. وبمجرد أن فُكَّت رموز أسماء الآلهة وأصبحت الخصائص المنسوبة إليهم واضحة إلى حد ما. لا شيء من هذا ينطبق على حضارة وادي السند.

## الرُقُم
تتركز صور الغالبية العظمى من رُقُم السند على حيوان واحد. بشكل عام، لم تُقبل المحاولات المختلفة لإعطاء أهمية دينية لهذه على نطاق واسع. لكن الأقلية أكثر تعقيدًا وتتميز بشكل بارز بشخصيات ذات شكل بشري، وكان هناك الكثير من النقاش حول هذه الشخصيات.

### رقم باشوباتي
تتمحور العديد من المناقشات حول الدين في حضارة وادي السند حول أشهر رقم السند؛ على الرغم من اختلاف تفسيراتها بشكل كبير، إلا أن جميعها تقريبًا تمنحها بعض الأهمية الدينية. يُظهر الرُقم المكسور الذي عُثر عليه وأعطي رقم 420 شكلًا مركزيًا كبيرًا، إما شخص له قرون أو يرتدي غطاء رأس يتفرع منه قرون، وربما يجلس في وضع يشبه على الأرجح وضع يوجيك لوتوس، محاطًا بأربعة حيوانات برية هي الفيل والنمر والجاموس ووحيد القرن. استنتج مارشال أن الرقم يشير إلى باشوباتي (رب الحيوانات؛ لقب الإله الهندوسي شيفا رودرا) وظل جزءًا من الدليل الثابت لصالح حضارة وادي السند التي تؤثر على الهندوسية لبضعة عقود. رُفض هذا التعريف (والمصطلحات) من قبل العلماء المعاصرين؛ يلاحظ جوناثان مارك كينويير أنه لا يمكن ربط الشكل بالأيقونات اللاحقة دون فك تشفير النص: حتى لو بدت متشابهة ظاهريًا، فقد تكون المعاني المنقولة مختلفة جذريًا.
في عام 1976، وجهت دوريس ميث سرينيفاسان أول نقد جوهري لتحديد هوية الذي أجراه مارشال. قبلت الرقم ليكون مؤشرا على الألوهية الطقسية، وأن الناس ينحنون تجاه مثل هذه الوضعية (على الرُقم الأخرى) لكنها رفضت تعريف بروتو شيفا: باشوباتي من مجموعة فيديك على أنه حامي الحيوانات الأليفة. بالمقارنة مع تفاصيل الوجه من الأقنعة ذات القرون والأواني المرسومة، ذهبت سرينيفاسان لتقترح أن يكون الشخصية المركزية هو رجل الجاموس، الذي كان لديه ثعبان متناسق والذي يمنح غطاء رأسه قوى الخصوبة. لاحظ غافن فلود، بعد حوالي عقدين من الزمن، أنه لا موقع لوتس ولا الشكل المجسم للشخصية المركزية يمكن استنتاجه بصورة مؤكدة. رفض ألف هيلتبيتيل تصنيف بروتو شيفا؛ ودعم أطروحة سرينيفاسان بحجج إضافية، ويفترض أن رجل الجاموس قد شكل أسطورة ماهيشاسورا. استنتج جريجوري ل. بوسيل أنه في حين أنه سيكون من المناسب التعرف على الشكل كإله، فإن ارتباطه بجاموس الماء، ووضعه كطقس أساسي، بحيث يُعتبر بروتو شيفا هو أمر بعيد كل البعد عن الحقيقة.
منذ ذلك الحين، استخدمها بعض الباحثين في اليوغا -كاريل ويرنر وتوماس ماكفيلي وآخرون- لتتبع جذور اليوغا إلى حضارة وادي السند. ومع ذلك، رفض جيفري سامويل، الذي كتب في عام 2008، نظرية مارشال باعتبارها مجرد تكهنات عفا عليها الزمن واستمر في رفض أن اليوغا لها جذورها في حضارة وادي السند، وحذا حذوه أندريا ر. جين في كتابه «بيع اليوغا». علّقت عالمة الحفريات ألكسندرا فان دير جير، في استطلاع عام 2008 حول الثدييات الهندية في الفن، أن الرقم يبقى غير معروف حتى تُفك رموز النص. اتخذ سامويل وويندي دونيجر موقفًا مماثلًا. يعتبر كينوير (بالإضافة إلى مايكل فيتزيل) الآن أن الصورة هي مثال لسيد الوحوش الموجودة في الأساطير الأوراسية الحديثة أو الفكرة الواسعة الانتشار لسيد الحيوانات الموجود في الفن القديم في الشرق الأدنى والبحر الأبيض المتوسط، والعديد من التقاليد الأخرى للآلهة ذات القرون.